# Deutsche Bank KunstHalle

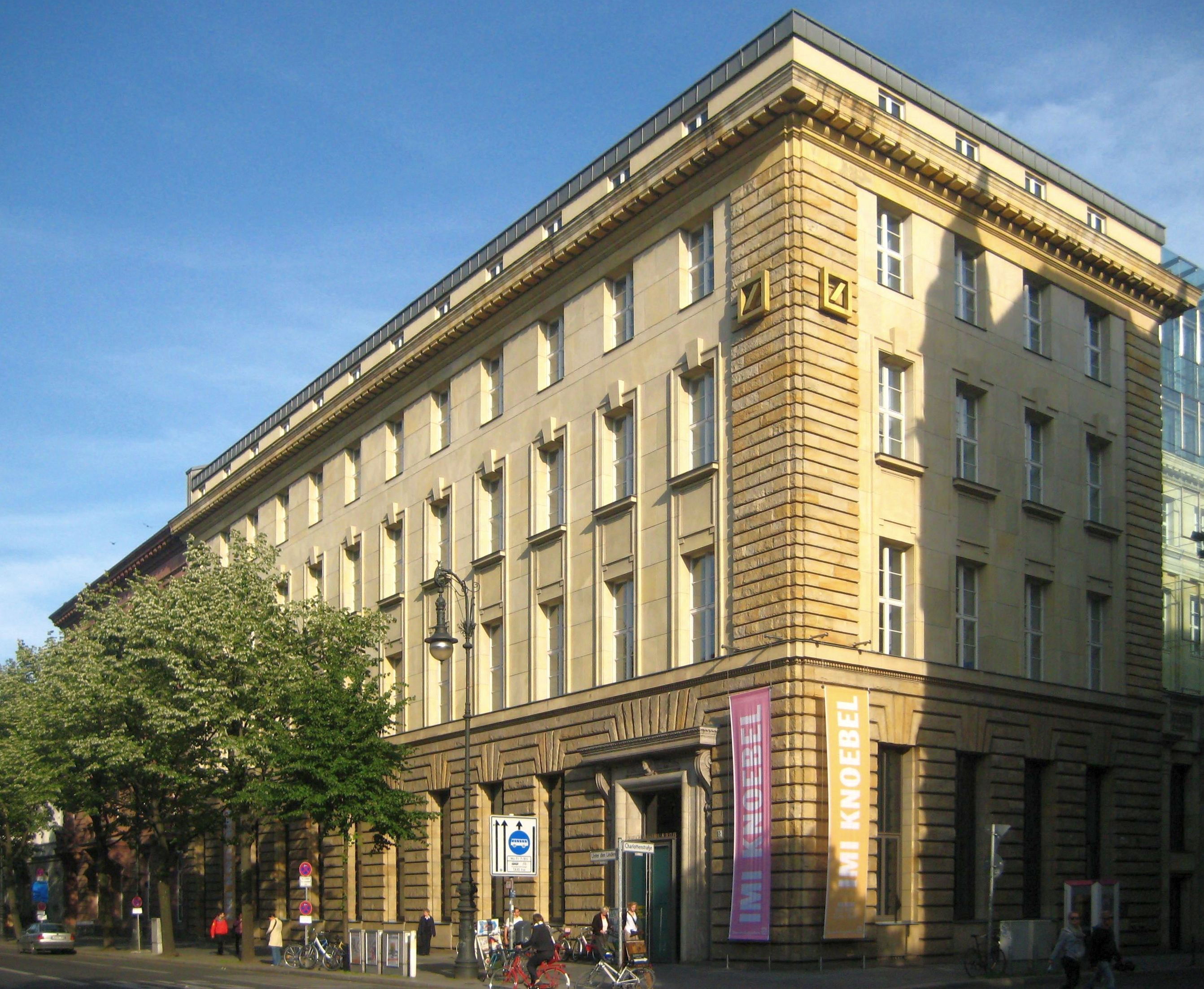
Die Deutsche Bank KunstHalle am Standort Unter den Linden in Berlin-Mitte

Die Deutsche Bank KunstHalle war bis 2018 ein Ausstellungsraum im Berliner Hauptsitz der Deutschen Bank. Das Programm fokussierte sich auf internationale Gegenwartskunst.

## Geschichte
Im Jahr 1997 als Deutsche Guggenheim gegründet, hat die Deutsche Bank den Galerieraum 15 Jahre gemeinsam mit der Solomon R. Guggenheim Foundation betrieben. Bis Ende 2012 waren hier 61 Ausstellungen zu sehen. 
Seit 2013 wurde die KunstHalle in alleiniger Verantwortung der Deutschen Bank weitergeführt. Noch vor ihrer eigentlichen Eröffnung initiierte die KunstHalle die Aktion „MACHT KUNST“: Jeder konnte ein Kunstwerk einreichen, das für 24 Stunden der Öffentlichkeit präsentiert wurde. Aufgrund des großen Zuspruchs kamen zwei Ausstellungen mit insgesamt mehr als 2000 Kunstwerken, 12.000 Besuchern und acht Preisträgern von Publikums- und Jurypreisen zustande.
Offiziell eröffnete die KunstHalle im April 2013 mit einer Einzelausstellung von Imran Qureshi, dem „Künstler des Jahres“ 2013 der Deutschen Bank. 
Im Mai 2017 wurde bekannt, dass die Deutsche Bank KunstHalle ihre Räume im Berliner Hauptsitz aufgeben wird. Nach Beendigung der letzten Ausstellung wurde der Standort im Frühjahr 2018 geschlossen. Fortan finden die Ausstellungsaktivitäten der Deutschen Bank in dem zum PalaisPopulaire umgebauten Prinzessinnenpalais statt.

## Lage
Die KunstHalle befand sich im Erdgeschoss des Berliner Hauptsitzes der Deutschen Bank im Ortsteil Mitte. In dem 1920 erbauten Sandsteingebäude Unter den Linden 13–15 installierte der US-amerikanische Architekt Richard Gluckman einen 510 m² großen Galerieraum.

## Konzeption
Die Deutsche Bank KunstHalle verstand sich als Plattform für internationale Gegenwartskunst. Einen Schwerpunkt des Programms bildeten Ausstellungen aus der Sammlung Deutsche Bank, die von Künstlern und Gastkuratoren konzipiert wurden. In der KunstHalle wurde auch der „Künstler des Jahres“ der Deutschen Bank in einer Einzelausstellung vorgestellt. Außerdem präsentierte das Haus Ausstellungen, die in Kooperation mit Berliner und internationalen Kunstinstitutionen konzipiert wurden.

## Vermittlungsprogramm
Ziel der Deutsche Bank KunstHalle war es, zeitgenössische Kunst einem möglichst großen Publikum nahe zu bringen. Durch ein auf die individuellen Besuchergruppen zugeschnittenes Führungsprogramm wurden die Inhalte der jeweiligen Ausstellungen vermittelt: Gemeinsam mit dem Gehörlosenverband Berlin e. V. und dem Blinden- und Sehbehindertenverein Berlin entwickelte die KunstHalle Führungskonzepte, die auf die Bedürfnisse von gehörlosen, blinden und sehbehinderten Menschen zugeschnitten waren. Außerdem bot das Haus zu jeder Ausstellung ein Kunstprogramm für Kinder, Jugendliche und Familien. Unter der Anleitung von Experten und Künstlern konnten Kinder und Jugendliche in Workshops und Ferienprogrammen ihre eigene Kreativität entdecken.

## Ausstellungen
2017
- Fahrelnissa Zeid Retrospektive, in Kooperation mit der Tate Gallery, vom 20. Oktober 2017 bis 9. April 2018
- Roberto Burle Marx: Tropische Moderne, vom 7. Juli bis 3. Oktober 2017; Katalog
- Kemang Wa Lehulere: Bird Song, Künstler des Jahres 2017, vom 24. März bis 18. Juni 2017

2016
- Bhupen Khakhar: You Can’t Please All, vom 18. November 2016 bis 5. März 2017
- COMMON AFFAIRS: Revisiting the VIEWS Award – Contemporary Art from Poland; in Kooperation mit dem Polnischen Institut Berlin und der Zachęta Galerie – Nationale Kunstgalerie, Warschau
- Basim Magdy: The Stars Were Aligned for a Century of New Beginnings; „Künstler des Jahres“ 2016

2015
- Jackson Pollock’s „Mural“ – Energie made visible
- STADT/BILD. Xenopolis; Kooperation der Berlinischen Galerie, der Deutsche Bank KunstHalle, der KW Institute for Contemporary Art und der Nationalgalerie – Staatliche Museen zu Berlin. Eröffnung im Rahmen der Berlin Art Week. Initiiert und unterstützt vom Regierenden Bürgermeister von Berlin, Senatskanzlei – Kulturelle Angelegenheiten.
- Photo-Poetics: An Anthology,[8] organisiert vom Solomon R. Guggenheim Museum, New York
- Checkpoint California – 20 Jahre Villa Aurora in Los Angeles
- Koki Tanaka – A Vulnerable Narrator; „Künstler des Jahres“ 2015

2014
- …Höhere Wesen befehlen – Arbeiten auf Papier aus der Sammlung Frieder Burda
- Meschac Gaba – The Museum of Contemporary African Art
- Otto Piene: More Sky, auch in der Neuen Nationalgalerie Berlin.[9]
- Victor Man: Zephir; „Künstler des Jahres“ 2014

2013
- Imran Qureshi: Künstler des Jahres 2013
- Süden: Villa Romana – Art Music & Performance
- Painting Forever: To Paint Is To Love Again / Jeanne Mammen – Antje Majewski, Katrin Plavčak, Giovanna Sarti
- The Circle Walked Casually. Arbeiten aus der Sammlung Deutsche Bank. Kuratiert von Victoria Noorthoorn